# Feylinia grandisquamis
Espèce
Synonymes
- Feylinia currori grandisquamis Müller, 1910

Feylinia grandisquamis est une espèce de sauriens de la famille des Scincidae.
https://m.twitch.tv/twitchzizani/home

## Répartition
Cette espèce se rencontre au Cameroun, au Gabon et en République centrafricaine.

## Publication originale
- Müller, 1910 : Beiträge zur Herpetologie Kameruns. Abhandlungen der Mathematisch-Physikalischen Classe der Königlich Bayerischen Akademie der Wissenschaften, vol. 24, p. 545-626 (texte intégral).